# Nachoem Wijnberg
Nachoem Mesoelam Wijnberg (Amsterdam, 13 april 1961) is een Nederlandse dichter, schrijver en wetenschapper (econoom).

## Biografie
Wijnberg studeerde rechten en economie aan de Universiteit van Amsterdam. In 1990 promoveerde hij aan de Erasmus Universiteit Rotterdam op het proefschrift Innovation, competition and small enterprises. In de periode 2001-2005 was hij als hoogleraar industriële economie en organisatie verbonden aan de Rijksuniversiteit Groningen. In 2005 is hij benoemd tot hoogleraar cultureel ondernemerschap en cultureel management aan de Universiteit van Amsterdam.
Hij debuteerde als dichter in 1989 met de bundel De simulatie van de schepping in poëziereeks De Windroos. Sindsdien volgden andere dichtbundels en een aantal romans. Het literaire werk van Nachoem M. Wijnberg verscheen tot 2000 bij De Bezige Bij. Daarna werd het uitgegeven door Atlas Contact, en vanaf 2018 door Uitgeverij Pluim.

## Literaire prijzen
- 1997: Herman Gorter-prijs, voor Geschenken
- 2005: Jan Campertprijs, voor Eerst dit dan dat
- 2008: Ida Gerhardt Poëzieprijs, voor Liedjes
- 2009: VSB Poëzieprijs, voor Het leven van
- 2018: P.C. Hooft-prijs, oeuvreprijs voor zijn poëzie[2]